# Carlo Agostino Fabroni
Carlo Agostino Fabroni (Pistoia, 28 de agosto de 1651 - Roma, 19 de setembro de 1727) foi um cardeal italiano do século XVIII.

## Biografia
Nasceu em Pistoia em 28 de agosto de 1651, no Palazzo Fabroni. Filho de Nicola Fabroni e Lucilla Sozzifanti, dois membros da pequena nobreza daquela cidade. Primo dos cardeais Giacomo Rospigliosi (1667) e Felice Rospigliosi (1673).
Estudos iniciais em Pistoia com os Padres do Oratório de São Filipe de Neri (Oratorianos); em 1668, publicou como primeiro fruto de seus estudos uma coleção de epigramas latinos: Romani Caesaris Corona... (Pistoiae 1668), dedicando-a a Felice Rospigliosi, sobrinho do Papa Clemente IX. Em seguida, continuou seus estudos no Seminário Jesuíta Romano, em Roma, onde estudou teologia e história eclesiástica, a partir de 24 de abril de 1668, com uma das bolsas instituídas pelo cardeal Juan de Lugo y de Quiroga, SJ; em 1671 proferiu o discurso de Pentecostes perante o Papa Clemente X: o Spiritus principalis oratio de diuini Spiritus aduentu ad SS.DN Clementem 10. pont.max. habita em sacello pontificum Quirinali. A Carolo Augustino Fabrono Pistoriensi seminarij Rom. conu. (mais tarde publicado em Romae: typis Ignatij de Lazaris, 1671); e, finalmente, estudou na Universidade de Pisa, onde obteve o doutorado em teologia e em direito canônico em 15 de abril de 1675.
Após terminar seus estudos, ele voltou a Roma, apesar dos esforços de Cosimo III, grão-duque da Toscana, para retê-lo na Toscana; os dois homens mantiveram uma correspondência vitalícia. Em Roma, teve os auspícios dos cardeais Giacomo e Felice Rospigliosi, seus concidadãos e primos, assim como do cardeal Gianfrancesco Albani, futuro Papa Clemente XI. O cardeal Giacomo Cantelmo, arcebispo de Nápoles, pediu-lhe que mediasse a disputa com os ministros reais sobre sua jurisdição arcebispal; a intervenção de Fabroni foi bem-sucedida. Recomendado pelo Cardeal Cantelmo, o novo Papa Inocêncio XII nomeou-o secretário dos Memoriais em 14 de julho de 1691.
Satisfeito com seu desempenho, o papa o nomeou secretário da Sagrada Congregação de Propaganda Fide em 16 de setembro de 1695. Por causa desse cargo, teve que se envolver nas controvérsias sobre os ritos chineses; a relativa a Petrus Codde, vigário da província da Holanda, e seu sucessor, Theodore de Cock; e a disputa teológica entre François de Salignac de la Mothe-Fénelon, arcebispo de Cambrai, a quem ele favorecia, e Jacques-Bénigne Bossuet, bispo de Meaux. Nomeado referendário dos Tribunais da Assinatura Apostólica de Justiça e da Graça em 19 de setembro de 1695; nomeado datário da Penitenciária Apostólica pelo Cardeal Leandro Colloredo, grande penitenciário, em 6 de setembro de 1696; confirmado naquele posto por breve apostólico de 17 de setembro de 1696. Abreviatore da Cúria Romana em 19 de julho de 1698. Em 1701, tornou-se qualificador do Santo Ofício. Nomeado secretário de cartas secretas da Penitenciária Apostólica pelo Cardeal Grande Penitenciário Colloredo em 3 de janeiro de 1702; confirmado naquele posto por breve apostólico de 6 de maio de 1702.
Criado cardeal-presbítero no consistório de 17 de maio de 1706; recebeu o gorro vermelho e o título de S. Agostino, em 25 de junho de 1706. Nomeado protetor da Congregação dos Cônegos Regulares Lateranenses, em 15 de janeiro de 1707. Nomeado protetor da Ordem de São Bento Vallombrosiano, em 10 de dezembro de 1709. É considerado quasi autore da constituição papal Unigenitus Dei Filius, publicada em 8 de setembro de 1713, condenando 101 proposições de Pasquier Quesnel. Camerlengo do Colégio dos Cardeais, de 31 de janeiro de 1715 a 13 de janeiro de 1716. Participou da polêmica sobre os ritos chineses, defendendo os jesuítas e tentou contrariar a constituição Ex illa die de 19 de março de 1715, que condenava oficialmente os ritos chineses. Prefeito da Sagrada Congregação do Índice, novembro de 1716 até sua morte. Participou do conclave de 1721, que elegeu o Papa Inocêncio XIII. Sempre foi amigo e aliado da Companhia de Jesus, e não houve batalha política ou doutrinária que não visse a sua valiosa e incansável colaboração em favor dos jesuítas. Ele compartilhou as primeiras teorias jesuítas sobre a espinhosa questão da "graça", considerando a tese molinista como a única posição ortodoxa aceitável para a Igreja. Foi nesse terreno que ele liderou os combates mais ferozes, especialmente contra os jansenistas. Participou do conclave de 1724, que elegeu o Papa Bento XIII. Não tinha relações muito boas com Bento XIII e elas pioraram em 1725, quando o cardeal Fabroni se opôs decididamente à promoção a cardinalato de Niccolò Coscia, favorito papal. Nos anos seguintes esteve minimamente presente em Roma, em parte devido às suas precárias condições de saúde que o obrigaram a passar muitos meses em Civitavecchia e em Frascati. Em 1726, ele doou sua grande coleção de livros de cerca de 6.710 volumes para o que é hoje a Biblioteca Fabroniana em Pistoia. Em dezembro de 1726, redigiu seu testamento.
Morreu em Roma em 19 de setembro de 1727, perto das 22 horas, de volvo dolorido, em seu palácio romano. Exposto na igreja de S. Agostino, Roma, onde se realizou a vigília a 21 de setembro de 1727, e a capella papalis no dia seguinte na presença do Papa e dos Cardeais. Sepultado em frente ao altar-mor dessa mesma igreja com uma lápide de mármore com epígrafe composta por Monsenhor Niccolò Forteguerri, seu amigo e testamenteiro. Em seu testamento, deixou a maior parte de sua fortuna para obras de caridade e estabeleceu um fundo, em perpetuidade, para a manutenção de dois alunos do Seminário de Pistoia.